# Liste der Monuments historiques in Inglange
Die Liste der Monuments historiques in Inglange führt die Monuments historiques in der französischen Gemeinde Inglange auf.

## Liste der Objekte
| Bezeichnung                                                                | Beschreibung                                        | Standort                       | Kennzeichnung | Schutzstatus | Datum | Bild |
| -------------------------------------------------------------------------- | --------------------------------------------------- | ------------------------------ | ------------- | ------------ | ----- | ---- |
| Epitaph für Johann Bernhard von Lellich und seine Frau Anna von Metternich | Sandstein, um 1641                                  | in der Kirche St-Michel (Lage) | PM57000101    | Classé       | 1983  |      |
| Marienretabel                                                              | Retabel und fünf Skulpturen; Stein, bezeichnet 1634 | in der Kirche St-Michel (Lage) | PM57000102    | Classé       | 1983  |      |